# Zeuctocleora una
Zeuctocleora una là một loài bướm đêm trong họ Geometridae.